# Jänissaari (ö i Finland, Päijänne-Tavastland, Lahtis, lat 61,58, long 25,58)
Jänissaari är en ö i Finland. Den ligger i sjön Päijänne och i kommunen Sysmä i den ekonomiska regionen  Lahtis ekonomiska region  och landskapet Päijänne-Tavastland, i den södra delen av landet, 160 km norr om huvudstaden Helsingfors. Öns area är 23,1 hektar och dess största längd är 1,1 kilometer i sydöst-nordvästlig riktning.